# Ирландское рагу
Ирландское рагу (ирл. stobhach / stobhach Gaelach, англ. Irish stew) — национальное блюдо ирландской кухни. Является традиционным и одним из самых популярных в стране.
В состав классического рагу входят баранина, картофель, лук, а также петрушка и тмин. Чаще всего мясо режется небольшими кусочками, в то время как овощи — крупно, наполовину или четвертями. Ингредиенты складывают в глубокую посуду, например, сотейник, после чего заливают водой и тушат на медленном огне около 1 часа.

## В литературе
Ирландскому рагу посвящён эпизод в юмористической повести Джерома К. Джерома «Трое в лодке, не считая собаки». Автор шутит над консерватизмом некоторых гурманов, которые, к примеру, считали, что добавление в рагу дополнительных ингредиентов, вроде моркови, лишь портит его вкус.
Герои произведения, проголодавшись, решили приготовить из остатков продуктов рагу по-ирландски. Руководил процессом Джордж, однако, так как он не знал точного рецепта, в блюдо решили положить, в том числе: пудинг, лососину, бекон, нечищенный картофель, капусту, горох, яйца и т. д. Пёс, с которым путешествовали герои, принёс дохлую водяную крысу, и мужчины долгое время серьёзно спорили о том, стоит ли им класть её в рагу. Тем не менее, блюдо всем понравилось:

Старые, избитые кушанья всем нам уже приелись, а тут было блюдо с таким букетом и вкусом, каких больше нигде не встретишь!

У Агаты Кристи в романе «Одним пальцем» одна из героинь иронически отзывается о рагу по-ирландски: «Ирландское рагу? Тогда это, скорее, собачий обед, нежели ланч. Я знаю, в основном это картошка с подливкой…»
Также ирландское рагу являлось любимым блюдом Фридриха Энгельса.